# Hotel Casino de la Selva

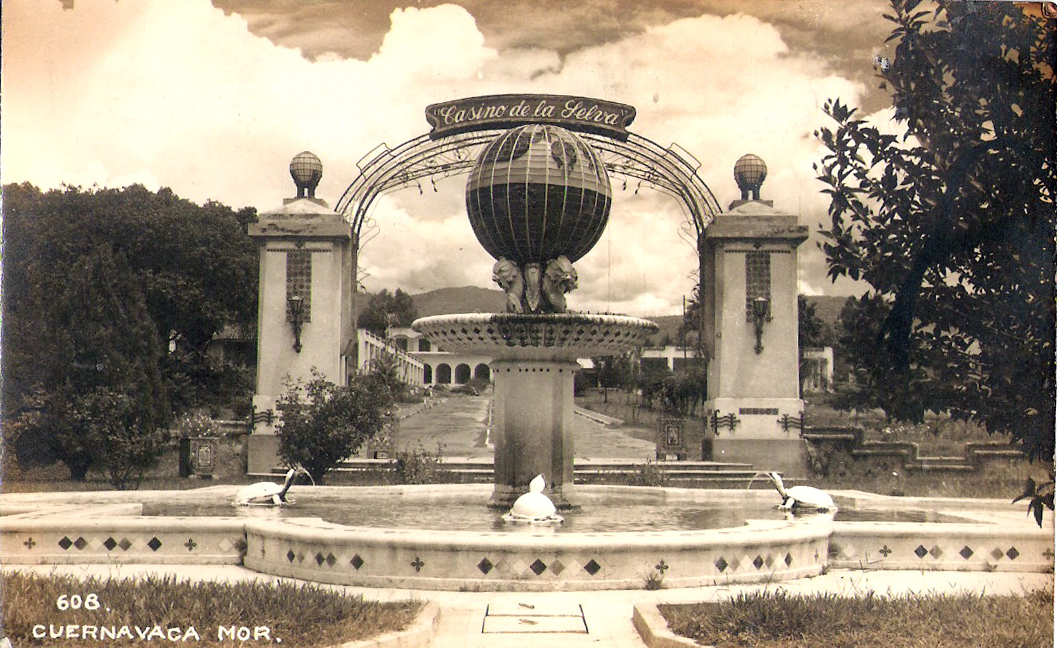
Entrada de hotel

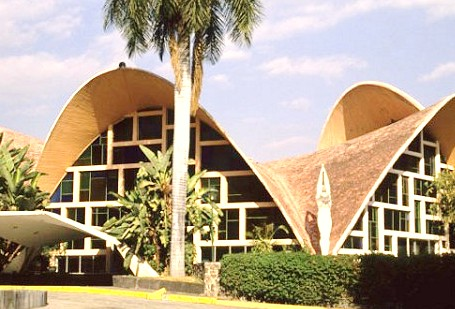
Restaurante del hotel

El Casino de la Selva fue un hotel ubicado en ciudad de Cuernavaca en México. El lugar se creó en la década de 1930 para establecer un salón de juegos, y posteriormente un hotel.

## Características

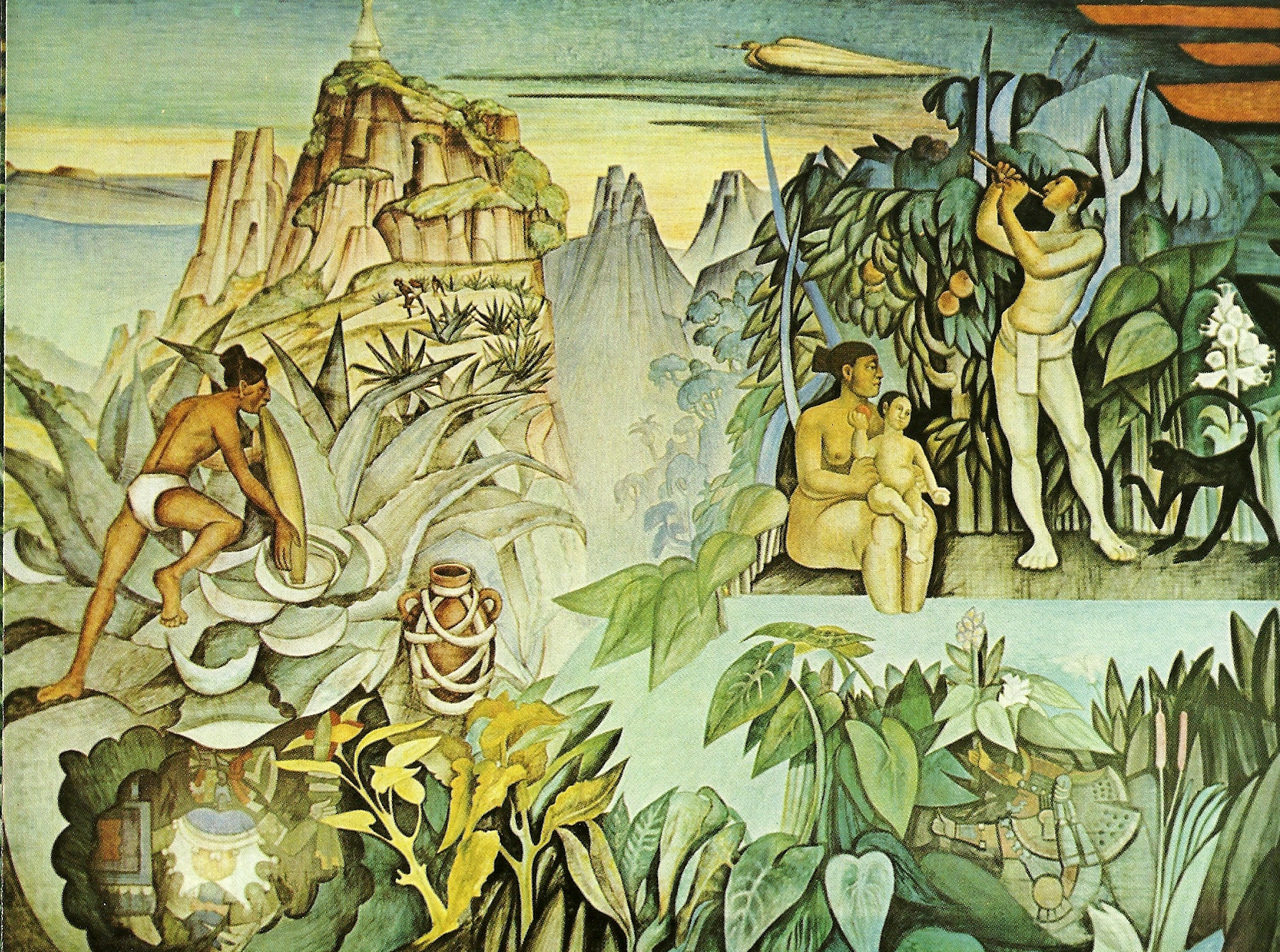
Fragmento de Mural del Artista Jose Reyes Meza en el Casino de la Selva.

Estaba instalado en un predio de 10 hectáreas, con presencia de manantiales y gran variedad de especies vegetales. También se presumía la existencia de evidencias de culturas prehispánicas que podrían contar con más de 1500 años.

### Remodelación

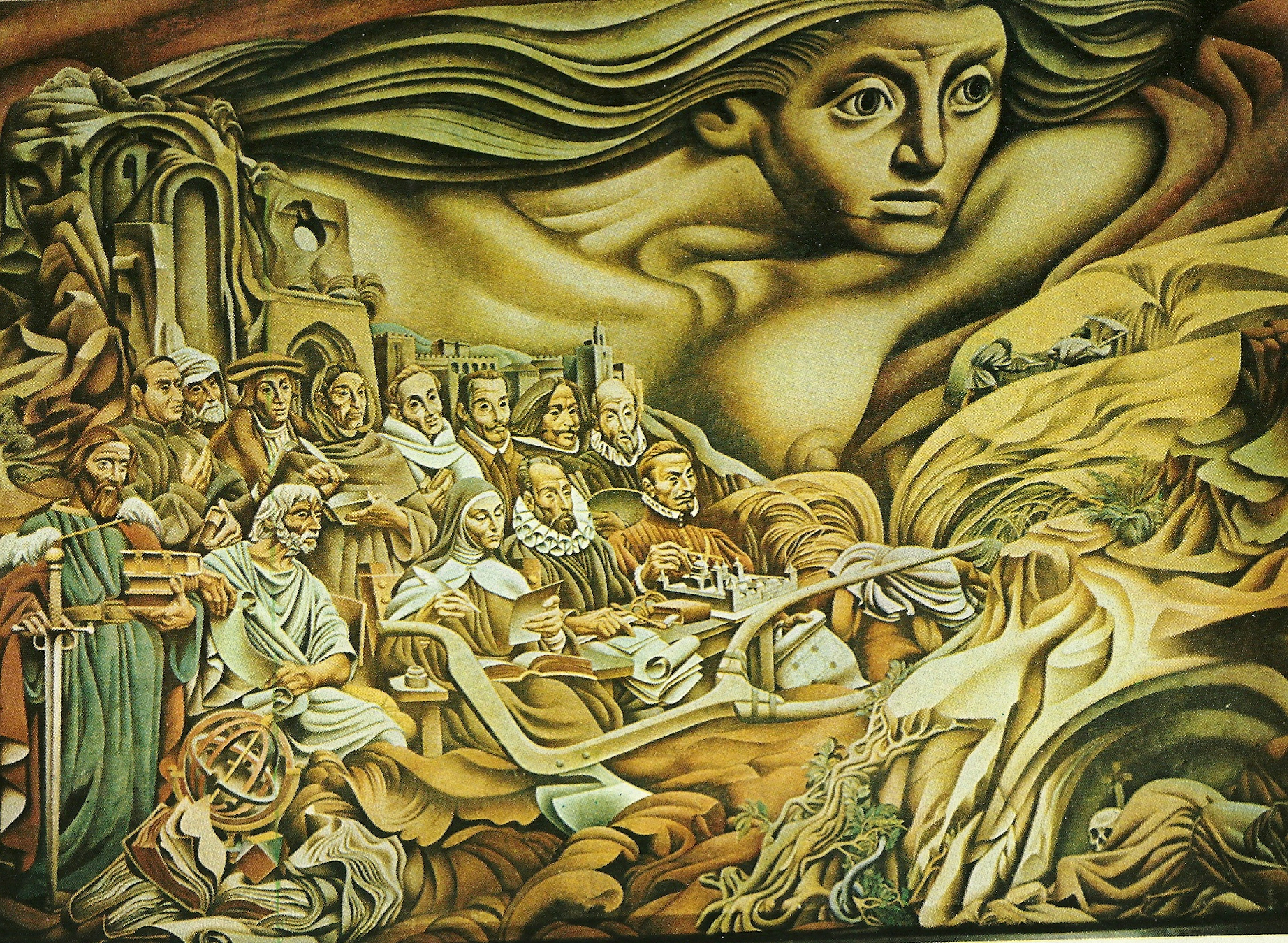
Fragmento de mural "La Hispanidad" de Josep Renau en el Casino de la Selva.

En 1956 el arquitecto Jesús Martí proyectó la remodelación integral del Casino, cuando el empresario de origen español Manuel Suárez y Suárez lo adquirió. Esta remodelación incluía un aumento en el número de habitaciones, un salón de fiestas, una discoteca y un boliche. No contento con toda la remodelación, en esa misma década mandó llamar al Arquitecto Félix Candela quien proyectó para ese hotel sus innovadoras paraboloides hiperbólicas para el área del casino (mejor conocidos como "techos de paraguas").

### Los murales del Casino de la Selva
Dentro sus edificios y pasillos también plasmaron su firma y obra los artistas: Josep Renau sobre la hispanidad, José Reyes Meza, Guillermo Ceniceros, David Alfaro Siqueiros, Jorge Flores, Francisco Icaza y Jorge González Camarena entre otros.

## Huéspedes ilustres
Dentro de los huéspedes más renombrados se encuentra el célebre pintor y Muralista mexicano Gerardo Murillo, más conocido como el Doctor Atl. Este muralista se encargó de pintar murales dentro del predio de su amigo Don Manuel, a cambio de hospedarse sin costo. En este hotel, el escritor Malcolm Lowry ideó su célebre novela Bajo el volcán a finales de la década de 1930. También se hospedaron aquí Miguel Alemán y su esposa Beatriz, Manuel Ávila Camacho, Leonora Carrington, Morquecho y el emperador de Siam, entre otros.

## Demolición
La demolición comenzó en julio de 2001 cuando la empresa americana Costco lo adquirió del Fobaproa para instalar un centro comercial(Costco y Comercial Mexicana). Ante la situación de alarma generada entre la comunidad de vecinos, artistas, políticos y público en general, el gobierno de Morelos redactó un acuerdo en 2001 por el cual se establecía que la empresa debía conservar el patrimonio cultural, arqueológico, histórico y las áreas verdes que se encontraban en el predio del ex Hotel La lucha contra la demolición de los murales y la no reanudación de las obras de construcción del centro comercial llevó a varios activistas, entre los que se encontraban políticos, a ser detenidos por la policía. Sin embargo, en vano fue la lucha contra la demolición de los murales; a golpes de mazo y con la piqueta, fueron destruidos para emprender la construcción de los supermercados Costco y Comercial Mexicana. El INBA y el INAH, de entonces, se escudaron en la propia Ley Federal sobre Monumentos y Zonas Arqueológicas, Artísticas e Históricas para argumentar que como el Casino no estaba declarado como monumento artístico, ni sus murales, ni los vestigios arqueológicos hallados en el lugar eran de suma importancia, y se permitió así el atropello.
El espacio del restaurante del Casino La Selva fue ocupado por la cadena Restaurantes California, propiedad de Comercial Mexicana, uno de los pocos recintos conservados del mismo.